# Ange (film, 1937)
Pour les articles homonymes, voir Ange (film) et Angel.
Pour plus de détails, voir Fiche technique et Distribution.
Ange (titre original : Angel) est un film américain réalisé par Ernst Lubitsch, interprété par Marlene Dietrich, Herbert Marshall et Melvyn Douglas, sorti en 1937.

## Synopsis
Une jeune femme (Marlene Dietrich) arrive à Paris incognito et se rend chez une amie avec laquelle elle entretient un passé obscur, la grande-duchesse Anna (Laura Hope Crews) qui tient un salon de rendez-vous. Elle y rencontre un Américain, rentré des Indes, Tony Halton (Melvyn Douglas), qui la prenant pour la grande-duchesse l'invite à dîner à 20h45. Tony tombe vite amoureux de la jeune inconnue qu'il surnomme Ange (Angel en anglais) et ils passent une soirée très romantique, symbolisée par le thème musical qu'improvise un violoniste. Mais à la fin de la soirée, Ange s'enfuit en lui faisant promettre de l'oublier et de ne jamais chercher qui elle est. 
Ange est en réalité l'épouse du diplomate Frederick Barker, qui est souvent à l'étranger, plus particulièrement à la Société des Nations, et la laisse seule la plupart du temps. Tous deux connaissant une union tranquille, si tranquille qu'ils ne parviennent à se disputer. Peu de temps après son retour de Genève, il revoit un ami rencontré pendant la Première Guerre mondiale, qui s'avère être Tony Halton. Frederick l'invite à déjeuner ce qui permet à Tony de retrouver Ange. Celle-ci tente de lui faire croire qu'elle ne l'a jamais rencontré mais, évidemment, il ne la croit pas. À la suite de quelques disputes entre Sir Frederick et son épouse, Ange part à Paris avec l'intention d'y retrouver Tony. Frederick est maintenant presque certain que son épouse l'a trompé et qu'elle est la jeune femme qu'Anthony cherche partout. Les trois personnages se retrouvent chez la grande duchesse où Frederick laisse à sa femme le choix suivant : ou elle épouse Tony ou elle part avec lui à Vienne, dans l'hôtel de leur voyage de noces. Ange choisit finalement son mari et tous deux partent pour Vienne.

## Fiche technique
- Titre français : Ange[1]
- Titre original : Angel
- Réalisation : Ernst Lubitsch
- Scénario : Samson Raphaelson, d'après la pièce de Melchior Lengyel, Angyal (1931)
- Adaptation : Melchior Lengyel, Guy Bolton
- Photographie : Charles Lang
- Montage : William Shea
- Musique : Friedrich Hollaender et Werner R. Heymann (non crédité)
- Son : Harry Mills, Louis Mesenkop
- Effets visuels et photographie de seconde équipe : Harry Perry (non crédité)
- Producteur : Ernst Lubitsch
- Société de production : Paramount Pictures
- Pays de production :  États-Unis
- Langue : Anglais américain
- Tournage : du 22 mars 1937 au 14 juin 1937
- Format : Noir et blanc — 35 mm — 1,37:1 — Son : Mono (Western Electric Mirrophonic Recording)
- Genre : Comédie dramatique
- Durée : 98 minutes
- Dates de sortie : 
  - États-Unis :  29 octobre 1937
  - France : 17 novembre 1937[1]
- Affiche : Jacques Bonneaud (France)

## Distribution
- Marlene Dietrich (VF : Marie Francey) : Maria Angel Barker
- Herbert Marshall (VF : René Fleur) : Sir Frederick Barker
- Melvyn Douglas (VF : Henry Valbel) : Anthony Tony Halton
- Edward Everett Horton : Graham
- Ernest Cossart : Christopher Chris Wilton
- Laura Hope Crews : La grande duchesse Anna Dmitrievna
- Herbert Mundin : Greenwood
- Dennie Moore : Emma MacGillicudy Wilton
- Ivan Lebedeff : Prince Vladimir Gregorovitch
- Lionel Pape : Lord Davington
- Michael Visaroff : Gregori, majordome de la grande duchesse

Et, parmi les acteurs non crédités :
- Leonard Carey : Serviteur des Barker
- Louise Carter : Vieille fleuriste
- Gino Corrado : Directeur-adjoint de l'hôtel
- George Davis : Premier chauffeur de taxi
- James Finlayson : Second majordome de Baker

## Autour du film
- La première et la dernière scène du film sont censés se dérouler dans la maison de rencontre de la grande-duchesse Anna, sis 314 rue de la Tour à Paris. Cette voie existe bien, mais le numéro 314 n'existe pas.
- Pris il y a encore peu pour une œuvre mineure[2], Ange est tenu désormais pour un des films les plus représentatifs de Lubitsch. Il illustre en effet parfaitement son art du double-sens et de l'ambiguïté : « Ange, ou comment, par l'élégance, contourner toutes les censures »[3].
- « Les rapports sexuels extra-conjugaux, et particulièrement l'adultère (qui est le sujet même de Le ciel peut attendre), sont au centre de la plupart des films de Lubitsch. Mais s'il peut par là s'inclure dans cette suite ininterrompue qui, de Carmen à Lady in Ermine nous parle avant tout de désir sexuel, Angel y occupe pourtant une place unique : celle que lui ménage l'apparition, concomitante à celle du désir physique et l'éclipsant, du sentiment « amour » — apparition évidemment liée au fait qu'il s'agit ici d'adultère de la femme. L'adultère en devient platonique, l'amour s'éprouve sans se faire, et ce semi-renversement du sujet lubitschien type installe Angel, dès le niveau général de la thématique, dans le registre de la surprise ».
Jacques Aumont, Cahiers du Cinéma n° 198, février 1968.